# Rogério Camargo
Rogério Silva Camargo dos Santos (São Paulo, 29 de janeiro de 1976) é um jogador de Voleibol paralímpico brasileiro.
Atacante da Seleção Brasileira de Voleibol Sentado Masculino atuou na equipe paulista do Cruz de Malta. Medalhista de prata nos Jogos Parapan-Americanos de 2003 em Mar del Plata, também conquistou as medalhas de ouro nos Jogos Parapan-Americanos de 2007, no Rio de Janeiro e nos Jogos Parapan-Americanos de 2011 em Guadalajara.
Em 2013, o atleta Rogério Camargo defendeu as cores do voleibol sentado do Clube Paineiras do Morumby em São Paulo.

## Acidente
Rogério Camargo ficou amputado de membro inferior em acidente de moto.